# Warnakomoponafaja
Warnakomoponafaja es una villa en el ressort de Boven Saramacca en el distrito de Sipaliwini en Surinam. Se encuentra sobre el río Saramacca a 30 km al oeste del embalse de Brokopondo y a unos 220 km al sur de Paramaribo.
En sus proximidades se encuentran los siguientes poblados y villas Makajapingo (3.6 km), Tabrikiekondre (9 km), La Valere (29 km), Baikoetoe (30 km), Stonkoe (2.5 km) y Mofina (1.8 km). 